# SDレビュー
SDレビュー（エスディーレビュー）は、鹿島出版会の主催する、建築・模型・インテリアのドローイングと模型の入選展・賞である。
建築家・槇文彦が発案し、鹿島出版会が出版していた月刊誌『SD』の企画として1982年に第1回を開催、以降毎年「建築・環境・インテリアのドローイングと模型」の展覧会として開催されている。開催初期には安藤忠雄、隈研吾、妹島和世などが入選しており、1990年代後半には若手建築家の登竜門として認知されるようになった。

## 概要
応募資格不問、応募時点で設計中ないし施工中のプロジェクトを選考対象としており、1次選考は図面を中心とした書面で行い、同選考を通過した入選作は模型を作成、その中から槇賞などの特別賞の選考が行われる。入選作の展示会場として第1回開催時からヒルサイドテラスが使われている。

## 歴代受賞作品・受賞者
| 受賞回            | 種類   | 作品名                                                                           | 受賞者 |
| ----------------- | ------ | -------------------------------------------------------------------------------- | --- |
| 第41回 （2023年） | 槇 賞  | TEMPO                                                                            | 湯浅良介 |
| 第41回 （2023年） | 鹿島賞 | 小さな開発                                                                       | 水上哲也 |
| 第41回 （2023年） | 朝倉賞 | Re SHIMIZU-URA PROJECT｜集落を継ぎ接ぐ暮らしの提案                               | いとうともひさ+川崎光克+山下大地+両川厚輝+小串賢司マルセロ                                                                  |
| 第41回 （2023年） | SD賞   | 巣材の家                                                                         | 山田宮土理+中村航+森下啓太朗+熊田英梨嘉                                                                                     |
| 第40回 （2022年） | 槇 賞  | 城下の家 剛な天井                                                                | 水谷晃啓+諸江龍聖+小島敬也+野口佑大                                                                                         |
| 第40回 （2022年） | 鹿島賞 | Grove 筋書のない建築への試行                                                     | 御手洗 龍+御手洗僚子+金子摩耶+藤田 拓                                                                                       |
| 第40回 （2022年） | 朝倉賞 | 森の端のオフィス                                                                 | 千葉元生+山道拓人+西川日満里+岡 佑亮+岩岡孝太郎+円酒 昂                                                                     |
| 第40回 （2022年） | SD賞   | 乙事の木遣り台                                                                   | 樋口貴彦+大和田 卓+齋藤 遼                                                                                                  |
| 第39回 （2021年） | 槇 賞  | 森の町とPavilion                                                                 | 滑田崇志＋斉藤光＋伊藤実香＋三浦翔太                                                                                        |
| 第39回 （2021年） | 鹿島賞 | ROOF HOUSE                                                                       | 玉田 誠+脇本夏子 |
| 第39回 （2021年） | 朝倉賞 | 岐阜のいちご作業所・直売所・遊び場                                               | 伊藤 維 |
| 第39回 （2021年） | SD賞   | 縫合する建築                                                                     | 香川翔勲+林 和秀+藤井章弘+伊藤一生+佐倉弘祐+髙木秀太                                                                        |
| （2020年）        |        | 新型コロナウィルスの影響により開催中止                                           | 新型コロナウィルスの影響により開催中止                                                                                      |
| 第38回（2019年）  | 鹿島賞 | 蓮のある風景                                                                     | アレクサンドラ・コヴァレヴァ+佐藤敬 / KASA                                                                                  |
| 第38回（2019年）  | 朝倉賞 | multi-framing device 棚田観測所                                                  | 平瀬有人+平瀬祐子 / yHa architects                                                                                          |
| 第38回（2019年）  | SD賞   | “Temporary Bamboo Community Chapel” makes “Permanent Stone Community Chapel”     | 大野宏 / Studio on_site |
| 第38回（2019年）  | 奨励賞 | 倉賀野駅前の別棟                                                                 | 齋藤直紀+大村高広 |
| 第37回（2018年）  | 鹿島賞 | 6つの小さな離れの家                                                              | 武田清 |
| 第37回（2018年）  | 朝倉賞 | 山王のオフィス                                                                   | 栗原健太郎+岩月美穂 / studio velocity                                                                                       |
| 第37回（2018年）  | SD賞   | 3つ屋根の下 / House OS                                                           | 神谷勇机+石川翔一 / 1-1 Architects                                                                                          |
| 第37回（2018年）  | 奨励賞 | 石と屋根 小さなホテルとワイナリー                                                | 高池葉子＋浜田英明 |
| 第36回（2017年）  | 鹿島賞 | Project in Santiniketan / インド・シャンティニケタンに同志を募って家を作りに行く | 佐藤研吾 / In-Field Studio                                                                                                  |
| 第36回（2017年）  | 朝倉賞 | 鹿手袋の保育園                                                                   | 生物建築舎 |
| 第36回（2017年）  | SD賞   | 運動と風景                                                                       | 坂牛卓/ O. F. D. A. |
| 第36回（2017年）  | 奨励賞 | 該当なし                                                                         | |
| 第35回（2016年）  | 鹿島賞 | 幼・老・食の堂                                                                   | 金野千恵/ teco |
| 第35回（2016年）  | 朝倉賞 | Takasaki Trekking Terrace                                                        | 田中裕一+中本剛志 / Studio YY                                                                                               |
| 第35回（2016年）  | SD賞   | House N                                                                          | 矢野泰司+矢野雄司 |
| 第35回（2016年）  | 奨励賞 | 富江図書館 さんごさん                                                            | 能作淳平 |
| 第34回（2015年）  | 鹿島賞 | 塔の躯体 門仲のアパートメント                                                    | 伊藤博之＋上原絢子＋高塚加奈子                                                                                              |
| 第34回（2015年）  | 朝倉賞 | 1/1・1/2・1/3・1/4                                                               | 川人洋志 |
| 第34回（2015年）  | SD賞   | デザイナーの為の移動型店舗                                                       | 小嶋伸也+小嶋綾香 / 小大建築設計事務所                                                                                      |
| 第34回（2015年）  | 奨励賞 | ライネ・コミュニティー書庫                                                       | 川原達也+エレン・クリスティナ・クラウゼ                                                                                     |
| 第33回（2014年）  | 鹿島賞 | CONSTANT APARTMENT （大正の小さな集合住宅）                                      | 山口陽登＋白須寛規 |
| 第33回（2014年）  | 朝倉賞 | 柏の平屋 ねじれ屋根のせ                                                          | 千田 藍＋千田友己 |
| 第33回（2014年）  | SD賞   | 生きる自然は地域を育む                                                           | 陶器浩一＋永井拓生＋滋賀県立大学陶器・永井研究室                                                                            |
| 第33回（2014年）  | 奨励賞 | 綾瀬の基板工場                                                                   | 浜田晶則＋斎藤 遼 |
| 第32回（2013年）  | 鹿島賞 | 高岡のゲストハウス                                                               | 能作文徳＋能作淳平 |
| 第32回（2013年）  | 朝倉賞 | ブックエンドの家                                                                 | 榊原節子＋池部友香子 |
| 第32回（2013年）  | SD賞   | Music College                                                                    | 山梨知彦＋羽鳥達也＋笹山恭代＋石原嘉人                                                                                      |
| 第32回（2013年）  | 奨励賞 | Megacity Skelton メガシティの小さな躯体                                          | 雨宮知彦 / ユニティデザイン                                                                                                 |
| 第31回（2012年）  | 鹿島賞 | 手縫いの空間                                                                     | 村上愛樹 |
| 第31回（2012年）  | 朝倉賞 | IRONY STATIONs 被災地につくる「まちのエキ」                                      | 陶器浩一＋永井拓生＋大西麻貴＋榮家志保＋生駒岳大＋鳴海友貴＋松本洋太＋成尾建治＋松井 涼＋高橋一志                           |
| 第31回（2012年）  | SD賞   | 集落の小さな映画館 Community cinema project                                      | 山本悠介 |
| 第31回（2012年）  | 奨励賞 | 川崎の長屋                                                                       | 三家大地 |
| 第30回（2011年）  | 鹿島賞 | 胡同の陶芸院                                                                     | 京 智健 |
| 第30回（2011年）  | 朝倉賞 | バルコニービル                                                                   | 古澤大輔+馬場兼伸+黒川泰孝/メジロスタジオ                                                                                   |
| 第30回（2011年）  | SD賞   | Reusable wooden convenience store                                                | 菊池昭人＋梶川久光 |
| 第30回（2011年）  | 奨励賞 | エアウォールギャラリー                                                           | 山田紗子 |
| 第29回（2010年）  | 鹿島賞 | 解体足場の家                                                                     | 岩田章吾＋祖父江司＋田中 徹＋平田拓也＋松本僚平                                                                             |
| 第29回（2010年）  | 朝倉賞 | 上田城下町の長屋                                                                 | 荻原雅史 |
| 第29回（2010年）  | SD賞   | Basement                                                                         | 川口圭介＋小名秀幸 |
| 第29回（2010年）  | 奨励賞 | ヒマラヤの氷河湖観測のための仮設シェルター                                       | 渡部玲士＋青山みのり |
| 第28回（2009年）  | 鹿島賞 | Casa en Peru                                                                     | 藤田桃子＋河野 直＋ケリー・フィンガー                                                                                       |
| 第28回（2009年）  | 朝倉賞 | DRAW. CUT. BUILD                                                                 | 田 志雄＋田島慶太 |
| 第28回（2009年）  | SD賞   | コンゴ民主共和国「アカデックス」小学校設計建設プロジェクト                       | 慶應義塾大学SFC松原弘典研究室                                                                                               |
| 第28回（2009年）  | 奨励賞 | door door                                                                        | 新 雄太 |
| 第27回（2008年）  | 鹿島賞 | forest bath                                                                      | 生田京子・下村将之 |
| 第27回（2008年）  | 朝倉賞 | 京急高架下文化芸術活動スタジオ――黄金町地区                                       | 大塚智己・神保 美苗子・瀧澤祐介・西尾勇祐・堀 悠吾・矢口広和・曽我部昌史・丸山美紀/神奈川大学曽我部昌史研究室＋マチデザイン |
| 第27回（2008年）  | SD賞   | フクシマモデル                                                                   | 吉村真基 |
| 第27回（2008年）  | 奨励賞 | A Project                                                                        | 松尾 宙・松尾由希 |
| 第26回（2007年）  | 鹿島賞 | 千ヶ滝の別荘                                                                     | 大西麻貴・百田有希 |
| 第26回（2007年）  | 朝倉賞 | 屋内と屋外の家                                                                   | 保坂 猛 |
| 第26回（2007年）  | SD賞   | GROUNDING PROJECT -HOUSE01-                                                      | 芦澤竜一 |
| 第26回（2007年）  | 奨励賞 | LUNCHBOX                                                                         | 許光範・伊藤雄一 |
| 第25回（2006年）  | 鹿島賞 | SHOP Y                                                                           | 篠原真基+吉村昭範/D.I.G Architects                                                                                          |
| 第25回（2006年）  | 朝倉賞 | Nuestra casa en Arequipa                                                         | Rocio Angulo+米正太郎/pj arquitectos                                                                                        |
| 第25回（2006年）  | SD賞   | アジアヴィジョンリゾートホテル                                                   | 神谷修平+上田真路 |
| 第25回（2006年）  | 新人賞 | forest folly                                                                     | 百枝 優 |
| 第24回（2005年）  | 鹿島賞 | 森のなかの住宅                                                                   | 長谷川 豪 |
| 第24回（2005年）  | 朝倉賞 | HOUSE 8                                                                          | 佐野哲史＋稲垣淳哉＋鳥海宏太＋松浦勇一                                                                                      |
| 第24回（2005年）  | SD賞   | 長屋のちいさな庭                                                                 | 石上純也 |
| 第24回（2005年）  | 新人賞 | 逗子の家                                                                         | 品川雅俊 |
| 第23回（2004年）  | 鹿島賞 | 2004                                                                             | 中山英之 |
| 第23回（2004年）  | 朝倉賞 | House H                                                                          | 平田晃久 |
| 第23回（2004年）  | SD賞   | Twin-Skin House                                                                  | ピーター・ボロンスキー |
| 第23回（2004年）  | 新人賞 | 無線庵                                                                           | 岡田朋子＋小杉嘉文 |
| 第22回（2003年）  | 鹿島賞 | XXXXHouse（焼津の陶芸小屋）                                                      | 原田真宏＋原田麻魚/MOUNT FUJI ARCHITECTS STUDIO                                                                             |
| 第22回（2003年）  | 朝倉賞 | S/N                                                                              | 松野 勉＋相澤久美/ライフアンドシェルター社＋池田昌弘/池田昌弘建築研究所                                                     |
| 第22回（2003年）  | SD賞   | 時間軸としてのトポス                                                             | 岸雄 一郎＋Philippe Barthelemy                                                                                              |
| 第22回（2003年）  | 新人賞 | An Atelier in Forest                                                             | 小西保明 |